# Бутков, Иван Петрович
Иван Петрович Бутков (1782—1856) — русский медик, вице-директор медицинского департамента военного министерства Российской империи. Тайный советник.

## Биография
Родился в 1782 году в семье православного священника. Сначала учился в Воронежской духовной семинарии. Родители прочили ему место отца в приходе, однако, сам юноша мечтал о другом будущем. Когда он закончил класс риторики, вышел Высочайший Указ, который предписывал: «иметь на всякий год 50 семинаристов, приобретших успехи в словесных науках, для помещения их во врачебные училища… для обучения врачебной науке на укомплектование наших сухопутных и морских войск врачами». Иван счёл это знаком и находясь дома на каникулах, сумел настоять перед отцом на решении пойти по мирскому пути. Выйдя из семинарии со званием студента философии (вып. IX), он поступил в 1799 году в Московское медико-хирургическое училище и в 1803 году окончил курс со званием кандидата хирургии и, тогда же произведенный в лекари, был определён в 6-й артиллерийский полк, который в 1806 году вошел в состав 11-й артиллерийской бригады.
В 1807 году Бутков получил звание штаб-лекаря, в 1809 году перешел в 8 бригаду и со следующего года занял там должность старшего лекаря 2-го класса.
С 1806 до 1830 года он участвовал практически во всех войнах, в которые была вовлечена Русская императорская армия. Уже в турецкую кампанию 1806—1807 гг. Бутков отличился и был награждён бриллиантовым перстнем и чином коллежского асессора.
С начала Отечественной войны 1812 года Бутков снова находился на театре военных действий в войсках князя Кутузова, участвовал во многих сражениях и был награждён орденом Святого Владимира 4-й степени.
В 1813 году назначен дивизионным доктором 8-й пехотной дивизии, с которой совершил поход через всю Европу, причем находился при осаде и взятии Торна и в битвах под Кенигсвартом, Бауценом, Кульмом, Дрезденом, Лейпцигом, Ляротьером и Шатобрианом и, наконец, при взятии Парижа в 1814 году.
Вернувшись в 1815 году на короткий срок в Россию, Иван Петрович Бутков в том же году вновь отправился с войсками во Францию, где в 1816 году ему поручено исполнение должности корпусного врача отдельного корпуса российских войск, остававшихся во Франции. Здесь он, кроме наград от русского правительства, получил Орден Почётного легиона (офицерский крест). Во Франции он оставался до 1818 года.
В 1818 году он утвержден в должности корпусного штаб-доктора, в следующем году перешел в седьмой пехотный корпус, а еще через год — в отдельный гвардейский корпус на такую же должность. Главный медицинский инспектор, баронет Яков Васильевич Виллие, лично руководивший деятельностью врачей во всех войнах того времени, высоко ценил Буткова; он засвидетельствовал находившейся под его председательством медико-хирургической академии особые заслуги этого врача и его выдающиеся научные познания, и в 1820 году академия удостоила Буткова степени доктора медицины и хирургии «honoris causa».
В следующем году И. П. Буткову, за заслуги, было назначено, по 2000 рублей в год столовых денег, кроме содержания по должности.
В 1823 году на него было возложено, сверх прямой его должности, исполнение обязанностей старшего доктора гвардейской пехоты. В это время в войсках, находившихся в Крыму, стала свирепствовать эпидемия трахомы, которая вообще не переводилась там в течение очень многих лет. Буткову было поручено принять меры к прекращению эпидемии. Он близко ознакомился с причинами сильного распространения болезни, улучшил санитарное состояние войск и прекратил эпидемию. За это он был вознаграждён, кроме других знаков высочайшей милости, орденом Святой Анны 2-й степени с бриллиантами, орденом Святого Владимира 3-й степени и всемилостивейшим подарком. Свои наблюдения над эпидемией Бутков описал в особой научной работе.
В 1828 году он снова отправился с гвардией на русско-турецкую войну, участвовал в осаде Варны и выказал большие познания и опытность при устройстве госпитальной части, которая тогда была особенно важна, так как в войсках были чрезвычайно распространены изнурительные болезни. В награду он получил годовой оклад жалованья, прибавку в 2000 рублей к содержанию и чин действительного статского советника.
Возвратившись в Санкт-Петербург, Бутков был назначен в 1830 году исполняющим должность вице-директора медицинского департамента военного министерства и скоро после этого — присутствующим в медицинском совете министерства внутренних дел с утверждением в должности вице-директора медицинского департамента военного министерства Российской империи.
В 1836 году он в течение нескольких месяцев исполнял должность главного военно-медицинского инспектора и в том же году назначен членом медицинского совета министерства внутренних дел с увольнением от прежней должности.
В 1843 году Бутков был назначен, кроме того, членом военно-медицинского ученого комитета. Занимая эти должности до конца жизни, он неоднократно был командирован для осмотра госпиталей, некоторое время исполнял должность председателя медицинского совета министерства внутренних дел и награждён орденом Святого Станислава 1 степени, чином тайного советника и знаком беспорочной службы за 50 лет.
Во время своей продолжительной службы Бутков выказал большие административные способности. При постоянных скитаниях во время войн ему было трудно посвятить себя ученой деятельности, и потому, обладая обширными знаниями, он напечатал лишь одну работу: «Краткое описание воспаления глаз, появившегося в Крыму в войсках, принимавших участие в турецкой кампании 1824 года» (СПб., 1835).
Умер в ночь с 8 на 9 (21) марта 1856 года. Похоронен на кладбище Новодевичьего монастыря.

## Семья
Жена — Христина Ивановна (ок. 1805 — 28.05.1878). Их дети:
- Яков
- Анна
- Варвара (21.08.1823—?)
- Елена
- Мария (02.05.1827—?)
- Ольга (28.06.1828—?)
- Александр (10.02.1834—?)
- Яков (20.03.1837—20.05.1875)
- Андрей (12.08.1838—?)